# Liste de l'OMS des maladies prioritaires

Drapeau de l'Organisation mondiale de la santé.

La liste des maladies prioritaires est une liste établie chaque année depuis 2015 par l'Organisation mondiale de la santé (OMS) dans le cadre de sa stratégie Research and Development (R&D) Blueprint, contenant les maladies et pathogènes qui représentent la menace la plus importante pour la santé publique par leur potentiel épidémique.

## Objectifs
Ces données ont pour objectif de marquer les maladies à surveiller et à étudier en priorité. Il convient donc de trouver des traitements efficaces et de poser de meilleurs diagnostics, le plus rapidement possible. Ces actions sont réalisées afin d'éviter une pandémie, potentiellement menaçante pour la survie de l'espèce humaine.

## Maladies actuellement inscrites
En 2021, l'OMS incluait 9 maladies dans cette liste :
- Covid-19

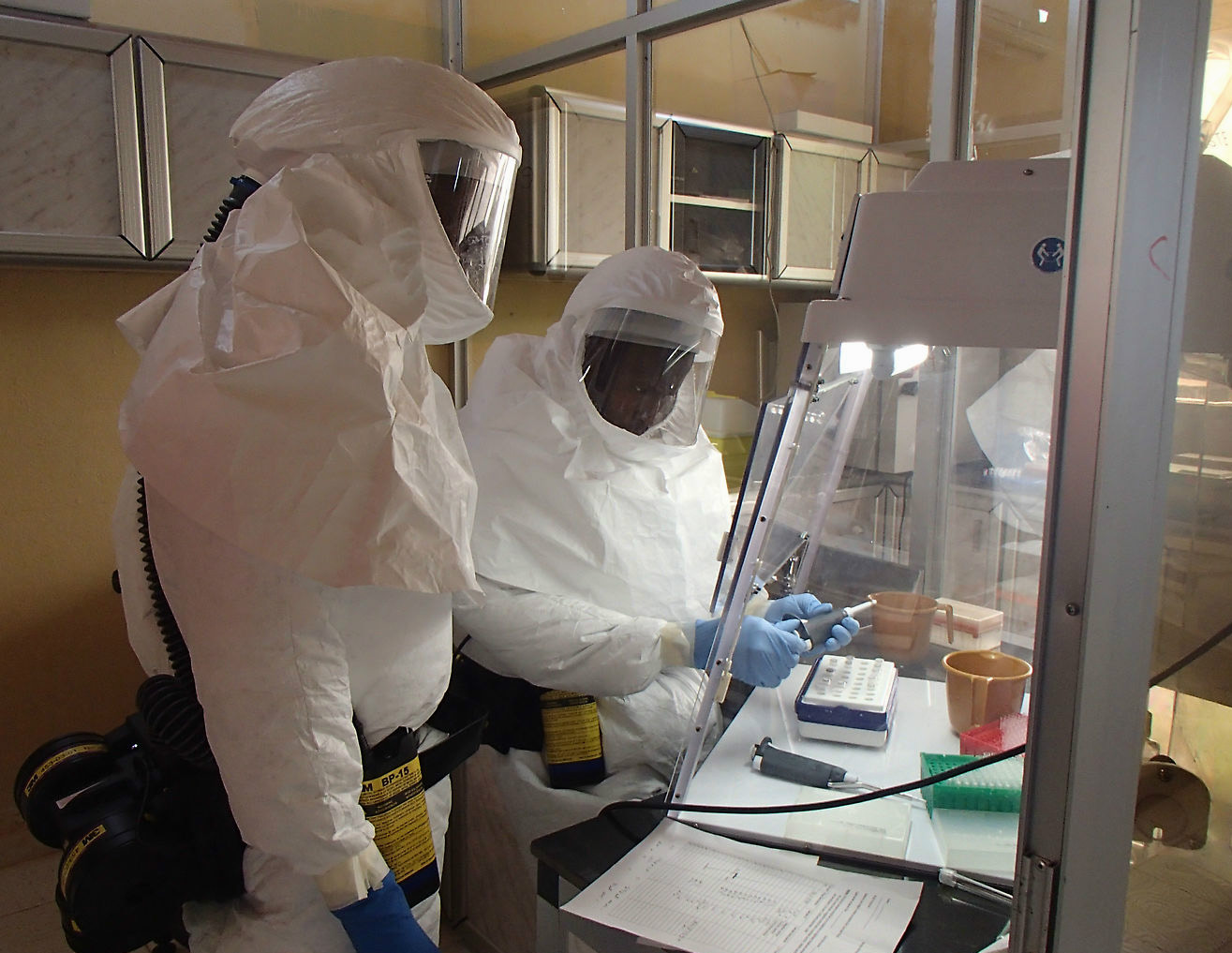
Unité de recherche en 2014 durant l'épidémie de maladie à virus Ebola en Afrique de l'Ouest.

- Fièvre hémorragique de Crimée-Congo
- Maladie à virus Ebola et à virus Marburg
- Fièvre de Lassa
- Coronavirus du syndrome respiratoire du Moyen-Orient (MERS-CoV) et syndrome respiratoire aigu sévère (SRAS)
- Infection à virus Nipah et maladies henipavirales
- Fièvre de la vallée du Rift (RVF)
- Maladie à virus Zika
- Maladie X

En 2018, l'OMS a étudié mais finalement écarté l'ajout de plusieurs autres maladies posant un problème majeur de santé publique, comme le chikungunya, les fièvres hémorragiques causées par des arenavirus hors fièvre de Lassa, et les entérovirus hors polio (comme EV-A71 et EV-D68).